# Viševac
Viševac (cyr. Вишевац) – wieś w Serbii, w okręgu szumadijskim, w gminie Rača. W 2011 roku liczyła 610 mieszkańców.